# 保罗·卡勒
保罗·卡勒（Paul Karrer，1889年4月21日—1971年6月18日），出生于俄罗斯莫斯科，瑞士有机化学家，因在维生素上的研究，他和沃尔特·霍沃思在1937年共同荣获诺贝尔化学奖。

## 早年
卡勒出生于俄罗斯莫斯科 ，父亲是瑞士人。